# Marx & Auerbach

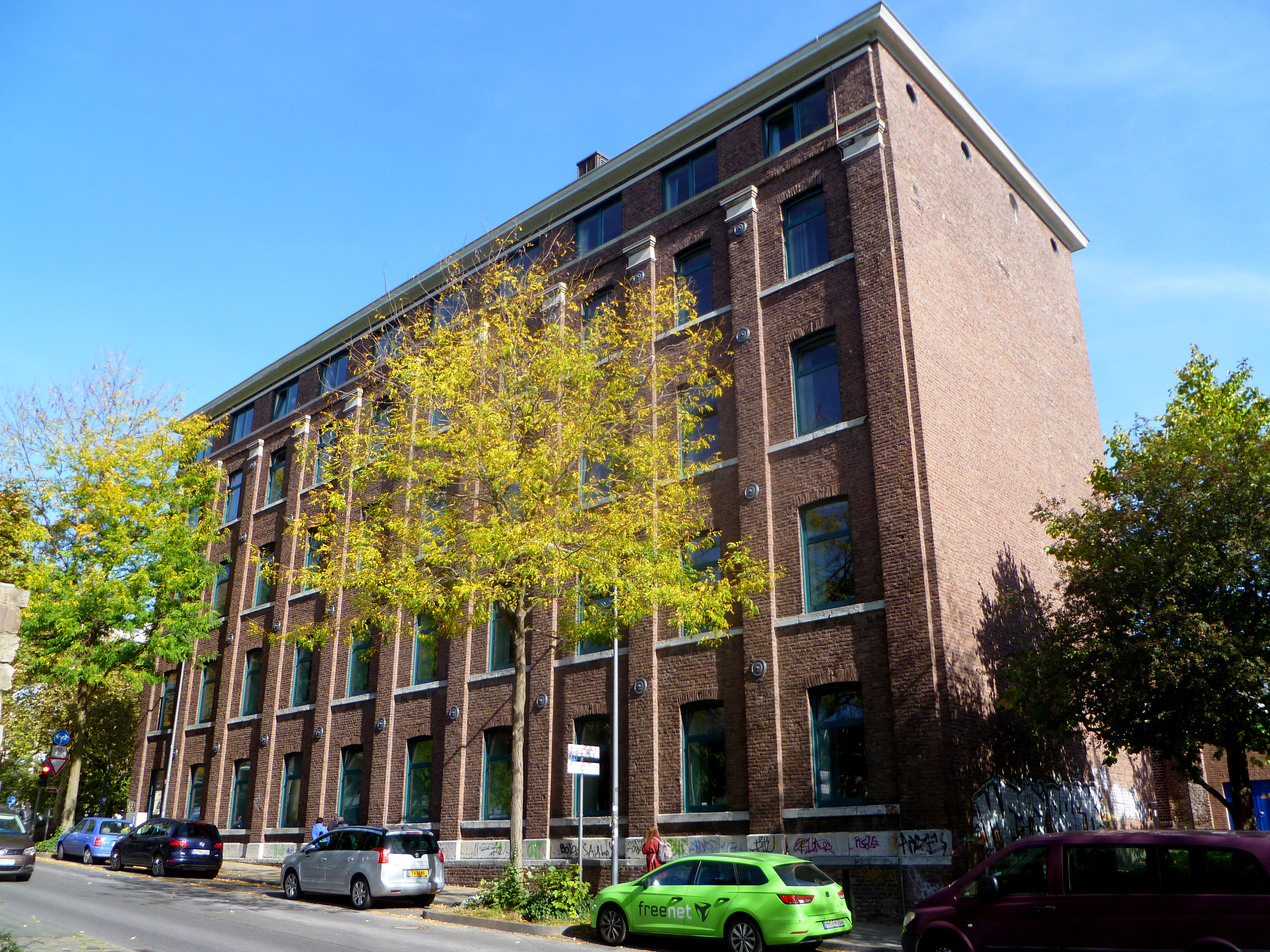
Spinnereigebäude Marx & Auerbach

Marx & Auerbach war eine Tuchfabrik in Aachen, die 1839 von Nathan Marx und Mayer Lippmann in einem vormaligen Kupferhof am Templergraben eingerichtet worden war und 1938 im Rahmen der Arisierungsmaßnahmen zwangsverkauft werden musste. Der nach Plänen des Aachener Baumeisters Friedrich Joseph Ark entworfene Erweiterungsbau an der Straßenkreuzung Templergraben/Eilfschornsteinstraße aus dem Jahre 1864 steht heute unter Denkmalschutz und wird von der RWTH Aachen genutzt.

## Geschichte

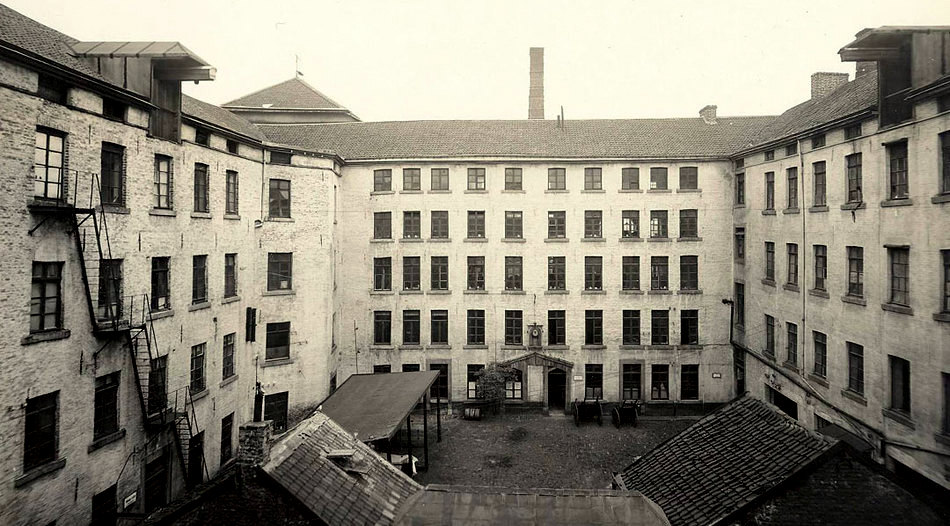
Ehemaliger Kupferhof um 1920, ab 1839 Tuchfabrik und Hauptsitz von Marx & Auerbach

Der aus Weisweiler stammende jüdische Handelsmann Nathan Marx (* 1797) lernte durch seine Frau Blümgen Cahn (* 1797) aus Königswinter deren ebenfalls jüdischen Schwager und in Aachen ansässigen Tuchhändler Mayer Lippmann (1792 oder 1794–1855) kennen. Dieser stammte ursprünglich aus Fontainebleau und war nach dem frühen Tod seines Vaters mit seiner Mutter Hindel Mayer und seinem Bruder Aaron Lippmann (* 1797) nach Aachen gekommen, wo sie ab 1821 als Neubürger verzeichnet worden waren. Im gleichen Jahr übernahm Mayer Lippmann eine Tuchhandlung und heiratete zunächst Sophia Hirtz (1794–1825) aus Eilendorf, die bei der Geburt ihres zweiten Sohnes Heinrich Lippmann (* 1825) verstarb, und anschließend Fanny Cahn (1792–1866), die Schwester von Blümgen, die ihm vier Söhne und vier Töchter gebar.
Zusammen mit Mayer Lippmann übernahm Nathan Marx im Jahr 1839 einen Großteil des dreiflügeligen Kupferhofes am damaligen Schweinemarkt in Aachen, im Bereich des heutigen Templergrabens, und gemeinsam richteten sie dort die Tuchfabrik „N. Marx & Lippmann“ ein. Bereits 1830 war in einem anderen Flügel dieses Hofes die neu gegründete Tuchfabrik Hergett eingerichtet worden, die auf die Produktion von Buckskin spezialisiert war. Der gesamte Hof hatte zuvor als Kupfer- und Nadelfabrik gedient und war im Besitz des Fabrikanten Johann Heinrich Schervier, der diesen von seinem Vater Johann Gerhard Schervier geerbt hatte. Durch die Verlegung der Nadelfabrik in den von Laurenz Jecker erworbenen benachbarten Klosterrather Hof, konnte der leerstehende Kupferhof anderen Zwecken zugeführt werden.
Trotz der Konkurrenz vor Ort verzeichnete „N. Marx & Lippmann“ einen signifikanten Aufschwung, so dass einige Jahre später sowohl Mayer Lippmanns Sohn, der ausgebildete Bankier Heinrich Lippmann, ebenso wie die drei Söhne von Nathan Marx, David (* 1828), Adolph (* 1832) und Leopold (* 1834), als Teilhaber in das Unternehmen einsteigen konnten. Da ab dem Ende der 1850er-Jahre die Räumlichkeiten für den laufenden Betrieb nicht mehr ausreichten, übernahm die Geschäftsleitung zunächst die Räumlichkeiten der Tuchfabrik Hergett, die 1861 ihren Betrieb in die Heinzenstraße verlegte. Darüber hinaus ließ „N. Marx & Lippmann“ durch den Stadtbaumeister Ark ein neues Spinnereigebäude an der Kreuzung Templergraben/Eilfschornsteinstraße errichten, das 1864 fertig gestellt und mit zwei Dampfmaschinen mit insgesamt 120 PS ausgestattet wurde. Nachdem zwei Jahre später der Teilhaber Heinrich Lippmann nach Amerika ausgewandert war und dabei seine Beteiligung an die Firma abgegeben hatte, verblieb diese nunmehr vollständig in den Händen der Familie Marx und wurde als „Marx & Söhne“ umfirmiert. In den 1870er-Jahren produzierte das Unternehmen überwiegend für den deutschen Markt und beschäftigte neben 30 Mitarbeitern in der Direktion rund 370 Arbeiter und Arbeiterinnen, davon 100 in Form von Heimarbeit außerhalb der Fabrik. 
In der nächsten Generation wurde Adolphs Sohn Robert (* 1861) sowie der Fabrikant Isaak Auerbach (1861–1917) als nicht zur Familie gehörender Teilhaber in die Firmenleitung übernommen. Sie benannten das Unternehmen daraufhin in „Marx & Auerbach“ um und statteten es 1914 mit einer neuen 200-PS-starken Dampfmaschine von der „Maschinenbau Aktiengesellschaft Marktredwitz“ aus.
Schließlich übernahm Fritz Marx in vierter Generation das Unternehmen, das in der Zeit des Nationalsozialismus zunehmend politisch provozierte Schwierigkeiten bekam. Im Rahmen der aufkommenden Arisierungswelle war Marx im Jahr 1938 gezwungen, das Unternehmen nebst Gebäudekomplex weit unter Wert für 641.000 Reichsmark an dem Bauunternehmer Robert Grünzig zu verkaufen, der dieses wiederum quasi als Mitgift seiner Tochter und deren Ehemann, dem Tuchfabrikanten Ludwig Charlier, übertrug. Marx emigrierte schließlich im Dezember 1938 mittellos in die USA, nachdem er von dem niedrigen Verkaufserlös die Dego-Abgabe, die Reichsfluchtsteuer und zusätzlich die Judenvermögensabgabe zu bezahlen hatte.
Seine ehemalige Tuchfabrik firmierte fortan zunächst unter „Grünzig & Charlier“ und nach dem Ausscheiden Charliers, unter „Grünzig & Co“. Nach dem Zweiten Weltkrieg wurde die im Krieg stillgelegte Fabrik 1948 von Erna Grünzig (1920–2013), der jüngsten Tochter Robert Grünzigs, und ihrem Ehemann Hans-Hubert Neßeler wieder in Betrieb genommen und Mitte der 1950er Jahre zum Indeweg nach Brand verlagert, wo sie 1963 stillgelegt wurde. 
Das gesamte großflächige Areal mit dem ehemaligen und weitestgehend im Krieg zerstörten Kupferhof sowie den von Ark erbauten Eckblock übernahm die RWTH Aachen, die dort neue Institutsgebäude errichten und den erhaltenen Eckblock denkmalgerecht sanieren und restaurieren ließ.

## Gebäude

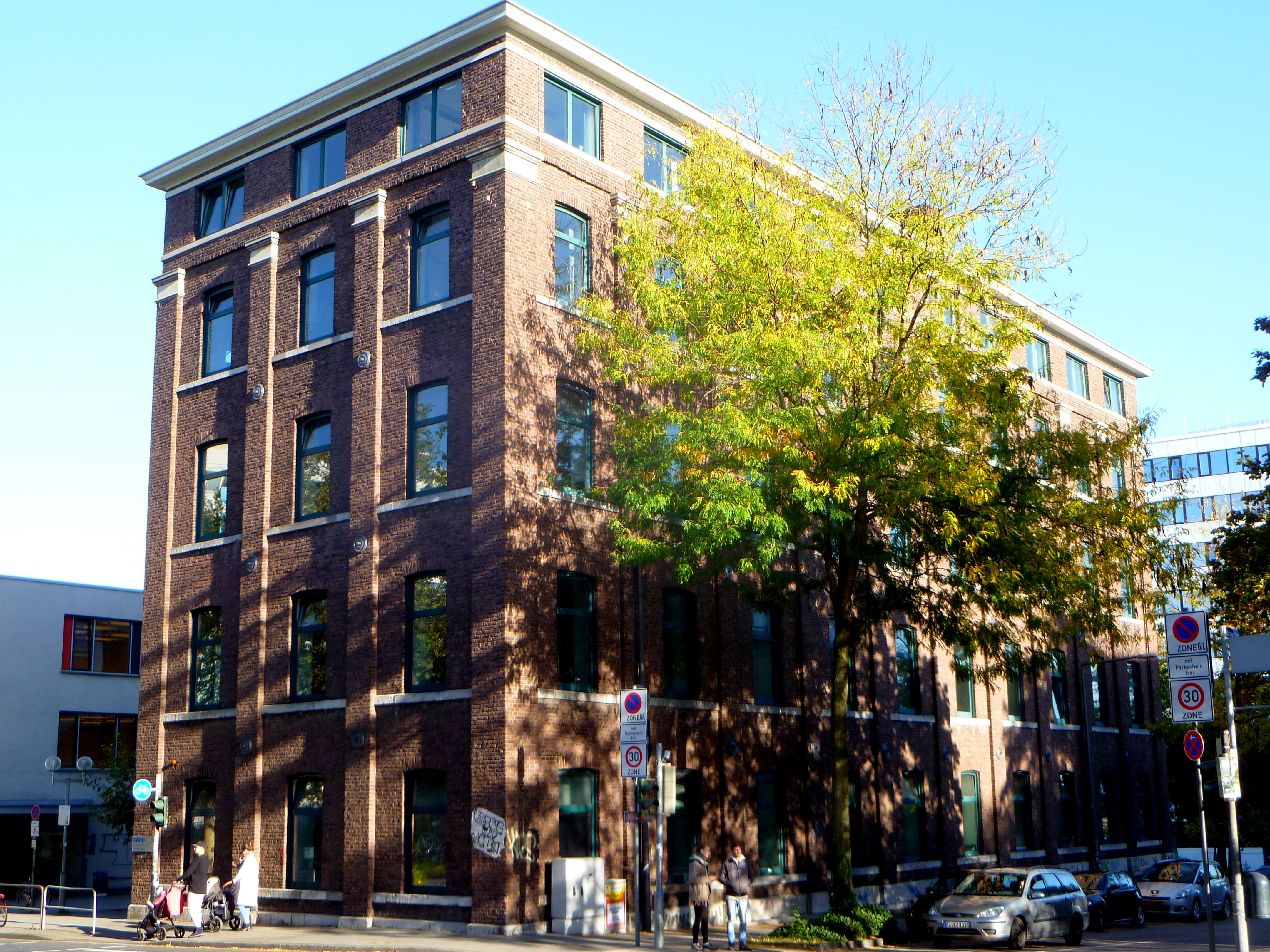
Spinnereigebäude, Blick von Westen

Der ursprüngliche um 1780 von Johann Gerhard Schervier erbaute und eingerichtete Kupferhof war eine viergeschossige siebzehnachsige Dreiflügelanlage mit einem inneren Ehrenhof, der zur Straßenseite am Templergraben mit einer Mauer und einer rundbogigen Tordurchfahrt abgeschlossen war. Er wurde nach den Zerstörungen im Zweiten Weltkrieg nicht mehr aufgebaut und später größtenteils durch neue zweckorientierte Institutsgebäude ersetzt. 
Das zwischen 1861 und 1864 mit spätklassizistischer Prägung erbaute Spinnereigebäude wurde westlich des Kupferhofes direkt an der Straßenkreuzung errichtet und in Form und Struktur an dem dominanten Hof angepasst. Wie bei vielen anderen Aachener Fabrikbauten des frühen Industriezeitalters entschied sich Ark auch hier für einen schlanken, über 3 zu 10 Achsen gehenden gestreckt-rechteckigen Backsteinbau mit vier Hauptgeschossen. Über ein breites rundum verlaufendes Gesims wurde ein zusätzliches Attikageschoss aufgesetzt, das von einem Walmdach abgedeckt ist. Bis auf die fensterlose Südseite sind die Wände zwischen den Achsen durch Pilaster geschmückt, die bis zum Gesims über dem vierten Geschoss ziehen und deren Sockel und profilierte Kapitelle aus Blaustein gefertigt wurden. 
Zwischen 1925 und 1930 erhielt das Gebäude unter Fritz Marx eine erste umfangreiche Restaurierung, im Rahmen dessen die Fensteröffnungen verbreitert wurden, die Holzdecke im vierten Geschoss durch eine Eisenbetondecke ersetzt wurde sowie Lastenaufzüge eingebaut, zeitgemäße Brandschutzkonzepte umgesetzt sowie Technik-, Sozial- und Sanitärräume auf den neuesten Standard gebracht wurden.
Eine weitere größere Umbaumaßnahme fand 1956 nach der Übernahme durch die Hochschule statt. Hierbei wurden die hölzernen Fensterrahmen durch grüne Aluminiumrahmen ersetzt und die kleinteiligen Sprossenfenster durch zweiteilige Fensterflügel mit quer verlaufendem Oberlicht ausgetauscht. Des Weiteren wurden die Gusseisenstützen in den Räumen durch tragende Wände mit Betonstützen ersetzt sowie die Innenräume durch eine kleinteilige Neugliederung der ehemals großen Fabriksäle den Anforderungen eines modernen Instituts angepasst.